# Costularia sylvestris
Costularia sylvestris är en halvgräsart som beskrevs av Jean Raynal. Costularia sylvestris ingår i släktet Costularia, och familjen halvgräs.
Artens utbredningsområde är Nya Kaledonien. Inga underarter finns listade i Catalogue of Life.